# Питер Вилдсхут
Питер Вилдсхут (хол. Pieter Wildschut; Леуварден, 25. октобар 1957) је некадашњи холандски фудбалер, који је играо на позицији одбрамбеног играча. За репрезентацију Холандије играо је на једанаест утакмица.

## Каријера
Професионалну каријеру започео је 1974. године у Гронингену, за који је играо до 1976. године. Од сезоне 1976/77. играо је за Твенте, а након тога за ПСВ Ајндховен од 1979. до 1985. године. За Ројал Антверпен игроа је годину дана од 1985. године на 28 утакмица, а каријеру завршио у Роди Керкради, где је од 1986. до 1988. године играо на 35 утакмица. 
Након завршетка каријере, заједно са породицом преселио се у Сједињене Америчке Државе где води софтверску компанију. Студирао је математику на Технолошком универзитету у Ајндховену.